# Опанци (Ловрећ)
Опанци су насељено место у саставу општине Ловрећ, Сплитско-далматинска жупанија, Република Хрватска.

## Историја
До територијалне реорганизације у Хрватској налазили су се у саставу старе општине Имотски. Шимун Милиновић је рођен у овом селу.

## Становништво
На попису становништва 2011. године, Опанци су имали 321 становника.
| Број становника по пописима | Број становника по пописима | Број становника по пописима | Број становника по пописима | Број становника по пописима | Број становника по пописима | Број становника по пописима | Број становника по пописима | Број становника по пописима | Број становника по пописима | Број становника по пописима | Број становника по пописима | Број становника по пописима | Број становника по пописима | Број становника по пописима | Број становника по пописима |
| --------------------------- | --------------------------- | --------------------------- | --------------------------- | --------------------------- | --------------------------- | --------------------------- | --------------------------- | --------------------------- | --------------------------- | --------------------------- | --------------------------- | --------------------------- | --------------------------- | --------------------------- | --------------------------- |
| 1857                        | 1869                        | 1880                        | 1890                        | 1900                        | 1910                        | 1921                        | 1931                        | 1948                        | 1953                        | 1961                        | 1971                        | 1981                        | 1991                        | 2001                        | 2011                        |
| 635                         | 780                         | 889                         | 1.051                       | 1.163                       | 1.327                       | 1.422                       | 1.338                       | 1.396                       | 1.235                       | 1.153                       | 1.110                       | 885                         | 671                         | 469                         | 321                         |

### Попис1991.
На попису становништва 1991. године, насељено место Опанци је имало 671 становника, следећег националног састава:
| Попис 1991.‍ | Попис 1991.‍ | Попис 1991.‍ | Попис 1991.‍ | Попис 1991.‍ |
| ----------- | ----------- | ----------- | ----------- | ----------- |
|             |             |             |             |             |
| Хрвати      | Хрвати      |             | 663         | 98,80%      |
| Немци       | Немци       |             | 2           | 0,29%       |
| Словенци    | Словенци    |             | 2           | 0,29%       |
| непознато   | непознато   |             | 4           | 0,59%       |
| укупно: 671 |             |             |             |             |